# Francesco Pazienza
Francesco Pazienza (Monteparano, 17 marzo 1946 – Sarzana, 22 giugno 2025) è stato un agente segreto italiano, noto per essere stato coinvolto in varie indagini sugli episodi di terrorismo e stragismo.

## Biografia
Laureatosi in medicina e chirurgia presso l'Università degli Studi di Roma "La Sapienza", nei primi tempi dopo il diploma si è imbarcato sulla Calypso la nave dell'oceanografo Jacques Yves Cousteau collaborando con l'illustre studioso del mare. Ha cominciato la propria attività come faccendiere, lavorando in Francia come consulente finanziario durante gli anni 1970. Nel 1979 è diventato consulente del Servizio per le Informazioni e la Sicurezza Militare italiano, il SISMI, sotto Giuseppe Santovito, ma ha lasciato il SISMI nel 1981 dopo il coinvolgimento nella strage di Bologna e lo scoppio dello scandalo della P2. Proprio in quell’anno Pazienza aveva trattato con la camorra di Raffaele Cutolo per ottenere la liberazione dell’assessore democristiano Ciro Cirillo.
Pazienza si era rifugiato negli Stati Uniti d'America, dove fu raggiunto da una prima richiesta di estradizione dell'Italia al governo statunitense nel 1984, ma non fu arrestato dalle autorità degli Stati Uniti fino al 4 marzo 1985. La procedura di estradizione proseguì ed un giudice gli ordinò di farsi sottoporre a processo in Italia. Un ricorso in appello di Pazienza non cambiò le cose, e perciò venne consegnato al governo Italiano nel giugno del 1986, dove al tempo delle sentenza di primo grado risultava anagraficamente residente a La Spezia.
Dopo essere stato condannato a 13 anni complessivi di carcere, dall'aprile del 2007 si trova in libertà vigilata nel comune di Lerici; gli ultimi diciotto mesi di condanna li ha trascorsi in affidamento ai servizi sociali, come operatore della pubblica assistenza di Lerici. Successivamente ha continuato ad operare come volontario. È uno dei promotori dell'elisoccorso in acqua e ha partecipato ai soccorsi per il terremoto dell'Aquila del 2009.
Il 22 giugno 2025 muore all’età di 79 anni all’ospedale di Sarzana dove era stato ricoverato; Pazienza stava finendo di scontare il cumulo di condanne affidato ai servizi sociali del comune di Lerici dove risultava residente.

## Le vicende giudiziarie

### L'appartenenza alla P2
Interrogato dal procuratore Achille Gallucci nell'ambito delle indagini sulla P2, Francesco Pazienza ammise di essere stato affiliato "all'orecchio del Gran Maestro" della comunione massonica del Grande Oriente d'Italia, ma non iscritto a nessuna loggia e tanto meno alla P2. L'11 febbraio 1982, di fronte alla Commissione parlamentare sulla Loggia P2 confermò di non essere stato mai iscritto e di non aver mai avuto contatti, diretti o indiretti, con i capi carismatici della P2. Precisò di essere entrato in massoneria nel 1980 "all'orecchio del Gran Maestro" e poi di esser passato alla loggia "Giustizia e libertà".
Nella nota del SISDE trasmessa alla Commissione parlamentare il 18 ottobre 1982 Pazienza viene indicato come "iscritto alla loggia coperta Giustizia e libertà" ma non del Grande Oriente d'Italia, bensì della comunione massonica di Piazza del Gesù. Per quanto riguarda il Grande Oriente, Pazienza risultava al SISDE iniziato il 7 maggio 1980, senza essere inserito in alcuna loggia e che il 17 luglio 1980 fosse stato elevato contemporaneamente al secondo e terzo grado (maestro). Fu posto "in sonno" (cioè sospeso) dalla massoneria il 4 marzo 1982.
Secondo quanto riportato da un rapporto della DIGOS sulle logge massoniche bolognesi, risalente alla fine degli anni '80, Pazienza è uno degli affiliati alla loggia massonica Propaganda Due, pur senza apparire nella lista rinvenuta a Villa Wanda di Castiglion Fibocchi.

### Il rapporto con Ali Ağca
Dopo l'attentato a Giovanni Paolo II nel 1981 da parte di Mehmet Ali Ağca, questi dichiarò di essere stato visitato da Pazienza nella sua cella ad Ascoli Piceno (ciò fu dichiarato però solo dopo che il giudice convocò Pazienza in aula). Questa visita di Pazienza ad Ağca fu rivelata anche dal pentito camorrista Giovanni Pandico. Dalla sua prigione a New York, Pazienza negò di aver mai fatto visita ad Ağca.
Pazienza fu interrogato su questi fatti a New York dal giudice istruttore italiano Ilario Martella, che seguiva le indagini sull'attentato al papa. Poco tempo dopo, Martella ritirò le accuse secondo le quali Ağca sarebbe stato "addestrato" da presunti elementi dell'intelligence militare italiana.

### Il ruolo nel rapimento di Ciro Cirillo
Pazienza fu coinvolto personalmente nei negoziati per il rilascio dell'assessore democristiano ai lavori pubblici della regione Campania (ed ex presidente della stessa) Ciro Cirillo, sequestrato il 27 aprile 1981 dalle Brigate Rosse. Egli portò avanti le trattative con Vincenzo Casillo, principale luogotenente del boss camorrista Raffaele Cutolo.

### I rapporti col Banco Ambrosiano
Durante la sua latitanza, Pazienza fu interrogato negli Stati Uniti da alcuni funzionari doganali circa la scomparsa di fondi dal Banco Ambrosiano. Pazienza infatti aveva avviato rapporti con Roberto Calvi, presidente del Banco Ambrosiano, che in quel momento versava in difficoltà giudiziarie ed economiche ed aveva bisogno delle sue conoscenze in campo politico, massonico ed all'interno del Vaticano per salvare la banca dal fallimento. Per questa sua "mediazione", Pazienza incassò parte del finanziamento da 7,5 miliardi di lire concesso senza garanzie dal Banco Ambrosiano alle società del faccendiere Flavio Carboni, pure lui impegnato nei tentativi di salvataggio del Banco.
Nel 1992 venne condannato a 14 anni di carcere per il crack dell'Ambrosiano e per associazione a delinquere.

### Il "Super-SISMI"
Nel 1984 Pazienza confessò al PM Domenico Sica l'esistenza di un "Super-SISMI", ossia una struttura deviata all'interno del SISMI stesso che faceva capo al direttore del Servizio, il generale Giuseppe Santovito, e che aveva come principali componenti, oltre a se stesso, il generale Pietro Musumeci e il suo stretto collaboratore, il colonnello Giuseppe Belmonte. Secondo le indagini del PM Sica, il "Super-SISMI" risultò coinvolto nei depistaggi delle indagini sulla strage di Bologna, nelle trattative segrete con la Nuova Camorra Organizzata durante il sequestro Cirillo e nell'operazione "Billy-gate", ossia la diffusione di notizie compromettenti circa rapporti con la Libia di Billy Carter per impedire la rielezione del fratello Jimmy alla Casa Bianca a favore del candidato repubblicano Ronald Reagan durante le elezioni presidenziali del 1980. Si scoprì anche che Pazienza utilizzava aerei del SISMI per viaggi personali in Italia e all'estero accompagnato dal pregiudicato latitante Domenico Balducci (ucciso nel 1981, legato alla Banda della Magliana e al boss siciliano Pippo Calò).
Il 29 luglio 1985 Pietro Musumeci è stato condannato a 9 anni di carcere per associazione a delinquere, Francesco Pazienza a 8 anni e 6 mesi per lo stesso reato (l'accusa di violazione del segreto di Stato fu coperta da amnistia), e Giuseppe Belmonte fu condannato a 7 anni e 8 mesi per associazione a delinquere, peculato e interesse privato in atti di ufficio: assolti con formula piena il colonnello Secondo D'Eliseo, il capitano Valentino Artinghelli e Adriana Avico, collaboratrice di Pazienza. 
In appello, il 14 marzo 1986, le condanne scesero a 3 anni e 11 mesi per Musumeci, a 3 anni e 2 mesi per Pazienza, e a 3 anni per Belmonte. Per tutti gli imputati cadde l'accusa di associazione per delinquere. Per i giudici della Corte d'appello di Roma non esisteva il "Super-SISMI", ma una serie di attività censurabili e realizzate con fini di lucro, che non rientravano in alcuna organizzazione segreta parallela ai servizi segreti militari.

### Depistaggio per la strage di Bologna
Pazienza fu condannato nel 1988 per aver tentato di depistare le indagini sulla strage di Bologna, sistemando lo stesso tipo di esplosivo in un treno Milano - Taranto nel 1981. Nel 1990, la sua condanna fu ribaltata in appello, ma un nuovo processo terminò con una condanna definitiva nel 1995.
Ha sempre dichiarato di essere innocente e nel maggio del 2018 chiede di poter esser convocato al processo all'ex NAR Gilberto Cavallini per depositare dati e documentazioni di possibile interesse ma a giugno la corte d'assise decide di respingere la richiesta. In un'intervista al Fatto Quotidiano dice di essere stato incastrato per vendetta dal giudice Domenico Sica. In un'altra intervista a Fanpage di agosto dello stesso anno scarica poi la colpa del depistaggio sugli ex colleghi dei servizi Pietro Musumeci e Giuseppe Belmonte, condannati a 8 e 7 anni, e rivela presunti intrecci tra Cesare Romiti (amministratore delegato della FIAT) e la Libia di Muʿammar Gheddafi (azionista della casa automobilistica) collegando la strage di Bologna con quella di Ustica e l'incidente aereo di Castelsilano.

## Nei media
- Nel film del 2002 I banchieri di Dio - Il caso Calvi di Giuseppe Ferrara la parte di Pazienza fu interpretata dall'attore Alessandro Gassmann.
- Nel brano Pierpaolo in URSS degli Squallor tratto dall'album Tocca l'albicocca (1985), il signorino Pierpaolo rivolgendosi al padre cita il faccendiere nella frase “Sì, hai capito e tu ti facevi la zanzariera co' Pazienza, e tu dovevi avere pazienza…”.[38]